# 未来路
未来路是河南省郑州市南北走向的一条主干道，未来路得名于“未来大厦”，随着郑州建设现代化商贸城战略的实施，1994年，高25层的“未来大厦”开建，并于1997年5月完工，未来路作为“未来大厦”的配套工程也在同年12月被正式定名。2003年，未来路南拓接陇海铁路，2006年9月，未来路又南延至航海路。